# 쿠르트슈마허플라츠역
쿠르트슈마허플라츠역(U-Bahnhof Kurt-Schumacher-Platz)은 베를린 라이니켄도르프구 라이니켄도르프에 있는 U6의 역이다. 역 주변은 베를린 북부 지역으로 향하는 다양한 버스 노선이 정차하며, 베를린 버스 122, 125, 128, 221, M21, X21번과 환승 가능하다. 128번은 베를린 테겔 공항 폐항 이전까지 이 역과 공항을 연결했다. 쿠르트슈마허담(Kurt-Schumacher-Damm)이 끝나는 부분에 역이 설치되어 있다.

## 역사
1920년대 말부터 당시 새로 지어진 남북 도시철도선을 북서쪽으로 베딩, 테겔 방면으로 연장하려는 계획이 있었다. 첫 공사 자체는 1929년 뮐러슈트라세 일대에서 진행되었으나 대공황의 여파로 400 m 정도의 터널만 건설한 채로 1930년 가을에 연장 공사가 중단되었다. 제2차 세계 대전 종전 이후 서베를린에서는 과거에 계획되었던 도시 철도 노선 건설을 재개했고, 이 역은 테겔 방면 C선 연장의 중간역으로 계획되어 있었다. 공사 당시에는 이 일대에 별도의 이름이 없었으며, 계획 당시 역명은 라이니켄도르프베스트(Reinickendorf-West), 샤른베버슈트라세(Scharnweberstraße)였다.
건설 당시 C선의 북쪽 종착역이었던 제슈트라세역에서 테겔 방면으로 북쪽으로 연장하는 공사는 1953년 10월 26일에 착공했으며, 이 역은 제슈트라세-쿠르트슈마허플라츠 간인 1단계 구간 2.4 km에 속한다. 도로와 광장의 명칭은 쿠르트 슈마허에서 따 왔다. 1956년 5월 3일부터 1958년 5월 31일까지는 중간 종착역으로 기능했다.

## 시설
역사 설계는 브루노 그리메크(Bruno Grimmek)가 담당했다. 알프레드 그레난데르와 비슷한 개념으로 역사가 있는 지역의 특징을 반영하여 설계했다. 승강장 폭은 10 m, 깊이는 지하 7.66 m이다. 역사 내부 기둥은 녹색을 띄는 천연석을 사용했다. 역사 외벽은 아이보리색으로 마감되었다. 2011년/2012년 역 보수 공사 당시 벽면 색상이 베이지색과 회색으로 변경되었다.
출입구는 총 4곳 있으며, 남동쪽으로 연결되는 2곳은 버스 정류장과 연계되어 있다. 쿠르트슈마허담의 북서쪽으로 연결되는 출입구 근처의 시설물은 1970년대에 출입구를 개축하면서 지어진 것으로, 여러 식당이 입주해 있다. 1989년 남동쪽 출구 위로 데어 클루(Der Clou)쇼핑 센터가 지어졌다.
건설 당시에는 에스컬레이터가 없었으나 1970년대와 1980년대(추정)에 완공되었다. 2017년 12월 21일 쿠르트슈마허담의 중앙 교통섬으로 연결되는 엘리베이터가 개통되었다. 샤른베버슈트라세역 방면으로는 지상 구간이 시작되며, 인상선이 2선 설치되어 있다. 인상선은 터널 내부에 있으며, 본선은 터널 옆쪽을 통해서 지상으로 올라간다.

## 인접 철도역
| 베를린 지하철 6호선            | 베를린 지하철 6호선 | 베를린 지하철 6호선                         |
| ------------------------------ | ------------------- | ------------------------------------------- |
| 샤른베버슈트라세 알트테겔 방면 | U6                  | 아프리카니셰 슈트라세 알트마리엔도르프 방면 |